# Flight Unlimited
Flight Unlimited ist eine Serie von zivilen Flugsimulationsprogramm, die vom Softwarehersteller Looking Glass Studios als Konkurrenz zum Microsoft Flight Simulator veröffentlicht wurde.

## Beschreibung
Insgesamt erschienen im Zeitraum 1995 bis zur Einstellung der gesamten Serie durch Konkurs des Softwareproduzenten im Jahre 1999 drei Titel der Serie, Flight Unlimited, Flight Unlimited II (kurz: FU2) und Flight Unlimited III (kurz: FU3).
War der erste Teil noch unter MS-DOS lauffähig, setzten die anderen Titel Windows 98 voraus.
Allen Teilen gemeinsam war die Idee der Designer, das Fluggebiet (Scenery) auf einen kleinen Ausschnitt zu beschränken, diesen aber mit Satellitenaufnahmen fotorealistisch und sehr detailreich darzustellen. Im Gegensatz dazu war der damals aktuelle MS Flight Simulator 98 in der Lage, Flüge in der ganzen Welt durchzuführen, jedoch ließ die Grafik bei der Landschaftsdarstellung sehr zu wünschen übrig.
Thematisch unterscheidet sich die erste Folge von den anderen Veröffentlichungen dadurch, dass hier der Kunstflug im Vordergrund stand und weniger die Allgemeine Luftfahrt mit Flügen nach Sicht- oder Instrumentennavigation.
Looking Glass Studios setzte mit seiner Serie darüber hinaus Standards, die erst viele Jahre später in die Microsoft-Produkte integriert wurden. Bereits FU2 verfügte über eine ausgeklügelte Flugsicherung (ATC) mit digitalisierten Stimmen, die fortan das Flugerlebnis bereicherten, war doch der Spieler nun unterwegs in einem durch künstliche Intelligenz bevölkerten Luftraum, in dem es absolut notwendig wurde, den Anweisungen der Flugsicherung zu folgen. Vom Anlassen der Motoren auf dem Vorfeld, über das Rollen zur Startbahn, Take-Off, En Route und Landung – über alle Vorgänge hatte die simulierte ATC ein waches Auge. Ein vergleichbares Feature findet sich bei Microsoft erst ab dem MS FS 2002.
Im dritten und letzten Teil wurde vor allem das Wettersystem stark erweitert und setzte Maßstäbe mit wandernden Frontensystemen, Regen, Schnee, Gewitter. Die Szenerie aus „FU2“ konnte importiert werden. Dem Programm lagen auch Entwicklertools für eigene Szenerien und Flugzeuge dabei und noch heute unterhält eine lebendige Community auf einen guten Support mit neuen Flugzeugen, Szenarien und Abenteuern für den ab FU2 integrierten Flugauftragsmodus, der dem Simulator eine spielerische Dimension gab und für hohen Unterhaltungswert sorgte, hatte man doch nun einen ganz bestimmten Grund von A nach B zu fliegen, um dieses oder jenes zu erledigen.
Insgesamt überzeugte Flight Unlimited die Fachwelt und fand auch viele treue Anhänger, vor allem in den USA, da die Szenerien hier angesiedelt sind. In FU2 fliegt man in der Bay-Area von San Francisco, im Nachfolger im Großraum Seattle. Doch es entstanden auch ehrgeizige Projekte bei den Fans, die z. B. für eine Englandszenerie sorgten.

## Titel
- Flight Unlimited, 1995
- Flight Unlimited II, 1997
- Flight Unlimited III, 1999